# Libri Carolini
Die Libri Carolini (Titel modern, orig. Opus Caroli regis contra synodum) sind eine kirchenpolitische Denkschrift, die im späten 8. Jahrhundert im Auftrag Karls des Großen aus Anlass des Byzantinischen Bilderstreits von fränkischen Theologen verfasst worden ist. Sie wendet sich gegen die Bilderverehrung.

## Geschichte
Als Papst Hadrian I. die Akten der Synode von Nicäa aus dem Jahr 787, in denen die Verehrung der Bilder kirchlich sanktioniert wurde, in teilweise ungenauer lateinischer Übersetzung (zum Beispiel in der Formulierung des Unterschieds zwischen Anbetung und Verehrung) an Karl den Großen sandte, entstand am fränkischen Hof der Eindruck, dass Bildern nach diesen Synodalbeschlüssen eine Anbetung nach Art von Götzenbildern zuteilwerden solle. Karl der Große legte sie daher den fränkischen Theologen zur Prüfung vor. In einer ersten Reaktion wurde im Jahr 792 dem Papst im Auftrag Karls des Großen durch Angilbert mit dem Capitulare contra synodum eine Zusammenstellung der angefochtenen Textstellen überreicht. Gleichzeitig ließ Karl eine ausführliche Gegenschrift ausarbeiten, die so genannten Libri Carolini (Karolinische Bücher), an deren Ausarbeitung aufgrund orthografischer und liturgischer Einflüsse nachweislich aus dem westgotischen Spanien stammende Theologen beteiligt waren. Aufgrund der stilistischen Einheitlichkeit wird ein einziger Autor angenommen, höchstwahrscheinlich Theodulf von Orléans, der aber in der konsequenten Ablehnung der Bilder noch weiter zu gehen scheint als die Libri Carolini. Da Papst Hadrian I. auf das Capitulare contra Synodum mit einer Verteidigung der Position der Synode von Nicäa reagiert hatte,  verzichtete die Synode von Frankfurt 794, die sich mit der Streitfrage zu befassen hatte und der die Libri Carolini vorgelegt worden waren, auf deren Approbation und begnügte sich mit einer Verurteilung übertriebener Bilderverehrung. Dies verhinderte eine Veröffentlichung und entsprechende Wirkungsgeschichte. Auch in der später unter Ludwig dem Frommen auf der Synode von Paris von 825 wieder aufgenommenen Debatte spielen die Libri Carolini keine Rolle mehr.
Das Werk ist in 120 Kapitel gegliedert und in vier Bücher aufgeteilt. Es vertritt in Bezug auf die Bilder den Standpunkt, dass es zum Schmuck der Kirchen und zur Erinnerung an heilige Personen erlaubt sei, Bilder zu besitzen. Doch sei es für den Glauben ohne Belang, ob man solche Bilder habe oder nicht. Denn Bilder seien als materielle Objekte höchst unvollkommene, von Menschenhand geschaffene und vergängliche Abbilder bildlich nicht darstellbarer geistiger Wesenheiten, die nicht mit dem fleischlichen, sondern allein mit dem geistigen Auge wahrzunehmen seien. Im Hintergrund stehen Fragen, die durch die Hypostasenlehre des Neuplatonismus aufgeworfen worden waren und das Verhältnis von Abbild zu Urbild, das Wesen der Bilder (Abbild oder Symbol) sowie die mögliche Rolle von Bildern als Medien der Offenbarung betrafen.
Im erhaltenen Redaktionsexemplar (Città del Vaticano, Vatikanische Apostolische Bibliothek, Cod. Vat. lat. 7207) befinden sich stenographische Randnoten, die Karls des Großen Äußerungen zum Text dokumentieren. Außerdem ist die – erstmals in der Neuedition Ann Freemans dokumentierte – von einem karolingischen Korrektor systematisch nach den Regeln der klassischen Grammatik und Orthographie überarbeitete ursprüngliche Sprachgestalt zu erkennen, die vom Einfluss volkssprachlichen Lateins in den romanischen Sprachgebieten der Spätantike und des Frühmittelalters geprägt ist.
Aufgrund der allgemeinen theologischen Aussagen bilden die Karolinischen Bücher ein wertvolles Dokument der fränkischen Theologie zur Zeit Karls des Großen und dessen bereits vor der Kaiserkrönung von 800 erhobenen Anspruchs, als Schützer der Kirche über die Orthodoxie zu wachen. Ihre Wirkungsgeschichte und handschriftliche Verbreitung blieb aufgrund der päpstlichen Positionierung im zugrundeliegenden Konflikt begrenzt. Nur kurzzeitig und punktuell lässt sich ein grundsätzlicher Verzicht auf Bilder bzw. die Beschränkung auf Bilder mit rein symbolischer Thematik beobachten (Dagulf-Psalter, Kirche von Germigny-des-Prés). Zu radikaler Bilderfeindlichkeit oder gar Ikonoklasmus boten die Libri Carolini ohnehin keinen Anlass, auch wenn sie ihrer Tendenz nach der Bildkultur auch  nicht gerade förderlich waren. Jedenfalls haben sie die Entwicklung einer reichen karolingischen Bildkultur, die vor allem  in Buchmalerei, Wandmalerei, Goldschmiedekunst und Elfenbeinschnitzerei greifbar ist, nicht verhindert. Dass in der fränkischen Kirche vor dem 10. Jahrhundert Bilderdienst keine Rolle spielte, ist weniger dem Einfluss der Libri Carolini als dem Einfluss der in ihnen sich zeigenden Denkweise des fränkischen Klerus zuzuschreiben. 
Die Erstausgabe erfolgte 1549 im Auftrag König  Franz I. von Frankreich durch Jean du Tillet nach der in Reims für Erzbischof Hinkmar von Reims hergestellten Abschrift der Kathedralbibliothek von Laon (Paris, Bibliothèque de l’Arsenal 663), dem einzigen vollständig erhaltenen Exemplar. Bereits zuvor war die Handschrift dem mit Jean du Tillet befreundeten Johannes Calvin bekannt, der mehrfach daraus zitiert, um seine Position zur Bilderfrage zu fundieren. Wegen der Bedeutung, die die Libri Carolini dadurch für die von der Römischen Kirche  bekämpfte protestantische Bildtheologie erlangt hatten, setzte diese sie 1564 als angebliche Fälschung auf den Index verbotener Bücher (Index Librorum Prohibitorum).